# Lumbrera (arquitectura)
Se denomina lumbrera a la apertura, tronera o caño que desde el techo de una habitación o desde la bóveda de una galería comunica con el exterior y proporciona luz y / o ventilación. 
Se distinguen los siguientes tipos de lumbreras:
- Lumbrera cuadrada y lumbrera redonda. Están cerradas en su parte superior por un círculo.
- Lumbrera flamenca. Es de mampostería coronada por un frontón y colocada sobre el entablamento.
- Lumbrera capuchina. Está cubierta en forma de grupa de desván.
- Lumbrera señorita. Lumbrera de madera, asentada sobre cabriales y cubierta en triángulo.

Son notables por la habilidad y riqueza con que están tratadas, las lumbreras del tercer periodo del gótico y el Renacimiento.